# Yoshio Iyoku
Yoshio Iyoku (伊能芳雄, Iyoku Yoshio) va ser un polític i buròcrata japonès de la prefectura de Gunma nascut el 12 de febrer de 1898 i mort el 2 d'octubre de 1988. Durant la seua vida va ser governador de Gunma durant una legislatura i governador de Nagano així com també diputat de la Cambra de Consellers del Japó. Va formar part del Partit Liberal Democràtic.

## Biografia

### Inicis
Yoshio Iyoku va nàixer al municipi de Nakanojō, a la prefectura de Gunma, el 12 de febrer de 1898. Es va graduar a la facultat de dret de la Universitat Imperial de Tòquio i l'any 1925 començà a treballar al ministeri de l'interior. Iyoku va iniciar la seua carrera al ministeri de l'interior al departament adjunt de la policia metropolitana (de Tòquio).

### Com a governador de Nagano
El 1947, després de la guerra, Iyoku és nomenat governador de la prefectura de Nagano per decret del govern, substituint a Kunrō Mononobe i sent també el darrer governador no elegit democràticament de Nagano. El mateix any, amb l'arribada de les primeres eleccions locals democràtiques serà rellevat al càrrec pel primer governador elegit democràticament a la prefectura, Torao Hayashi, del Partit Socialista del Japó.

### Com a governador de Gunma
El 1948 Iyoku decideix presentar-se a les eleccions anticipades de la seua prefectura natal, convocades només un any després de les primeres eleccions degut a la dimissió del governador Shigeo Kitano, que havia estat implicat en un cas de contraban il·legal. Iyoku va guanyar aquelles concorregudes eleccions convertint-se en governador de Gunma. A les següents eleccions, no obstant, va ser derrotat per l'antic governador Kitano, que es va tornar a presentar al càrrec. El 2 d'agost de 1952 Yoshio Iyoku deixa el càrrec de governador, sent substituït per Shigeo Kitano.

### Com a diputat
Després de perdre les eleccions a governador, Iyoku va presentar-se en les llistes del PLD a les eleccions a la cambra de consellers de 1953 pel districte de Gunma, obtenint l'escó. Durant el seu temps a la Dieta Nacional, Iyoku va exercir com a secretari d'afers laborals dels gabinets dels primers ministres Tanzan Ishibashi i Nobusuke Kishi.